# Université catholique de Corée
L’université catholique de Corée(가톨릭대학교) est un établissement d'enseignement supérieur en Corée du Sud. Elle a deux campus à Séoul et un autre dans la ville voisine de Bucheon. La faculté de médecine de l'université, considérée comme l'une des plus prestigieuses de Corée, a huit hôpitaux affiliés dans les grandes villes du pays. L'université a toujours été classée comme l'une des premières universités de Corée du Sud et a été vue dans des classements universitaires tant nationaux qu'internationaux.

## Études et vie universitaire
L'université exige de tous les étudiants de première année qu'ils utilisent l'anglais en tant que langue de vie dans le dortoir, celui-ci pouvant accueillir 1200 étudiants et professeurs. Les résidents,  qui posent d'habitude leurs candidatures pour un semestre entier, sont encouragés à communiquer seulement en anglais pendant le programme. Conformément à sa politique, l'université est dotée de membres de faculté ayant des carrières universitaires estimées; professeurs, professionnels et chercheurs des États-Unis, du Royaume-Uni, de l'Australie, de Singapour, de Canada, de Chine, d'Allemagne et du Japon, parmi d'autres.

## Campus et bâtiments
Il y a trois campus :
- Le campus du Saint-Esprit (Songsin) se situe à Daehak-no, Hyehwa-dong, Jongno-gu, Séoul et traite de théologie.
- Le campus du Sacré Cœur (Songsim) se trouve à  Yeokgok 2-dong, Wonmi-gu, Bucheon, Gyeonggi-do, non loin de Séoul et traite des sciences sociales, des arts et humanités, mais aussi des échanges internationaux.
- Le campus de "Sincerité" (Songeui), qui se situe à Banpo-dong, Seocho-gu, Séoul, traite des domaines de la médecine et des sciences infirmières.